# Pierre Langlumé
Pierre Langlumé (1790-1830) est un imprimeur et lithographe français du début du XIXe siècle, au moment où cette technique s'impose dans la capitale.

## Biographie
Pierre Langlumé est né à Poitiers en 1790. Il s'est marié et a eu trois fils.
Il exerce la profession de lithographe à partir de 1818 et obtient son brevet le 8 juillet 1820. Il ouvre une boutique baptisée « À la pierre lithographique », au 4 rue de l'Abbaye à Paris comprenant un atelier spécialisé dans la production de lithographies. Il est parrainé par Aloys Senefelder et François-Séraphin Delpech.
Il illustre de ses lithographies Les Farfadets... (1821) d'A.-V.-Ch. Berbiguier de Terre-Neuve du Thym. En 1822, il illustre également le Voyage pittoresque autour du monde de Louis Choris qui obtient un vif succès auprès des souscripteurs. Cet album est suivi par Histoire naturelle des mammifères de Georges Cuvier et Étienne Geoffroy Saint-Hilaire (1824), partageant le travail sur la pierre avec l'établissement de Lasteyrie. 
Il participe au Salon de 1822 et 1824, présentant des reproductions de marines, des portraits, des paysages, entre autres d'après Prud'hon et Fragonard,. En 1829, il expose avec Alphonse Chevallier (1793-1879), des expériences lithographiques au salon de Douai : les deux hommes sont qualifiés de « lithographes de la marine ».
Plusieurs fois, il réussit à prendre des appels d'offres contre Godefroy Engelmann.
En 1829, il co-écrit avec Chevallier le Mémoire sur l'art du lithographe. Améliorations à y apporter, traité récompensé en 1830 et publié sous la forme d'un manuel en 1838.
Il meurt au début de l'été 1830. Son associé, Victor-Hippolyte Delaporte, le remplace à l'atelier fin août. En 1840, l'un des fils de Pierre Langlumé, Antoine-Eugène-Léopold, formé chez Pierre-Théophile Delarue, se lance dans le commerce de l'imprimerie-lithographie à son tour, ainsi que dans la taille-douce : il signe Langlumé, fils.